# Annette Werner
Pour les articles homonymes, voir Werner.
Annette Werner (née en 1966)  est une mathématicienne allemande. Ses intérêts de recherche incluent la géométrie diophantienne et la géométrie algébrique des champs ordonnés non archimédiens. Elle est professeure de mathématiques à l'université Johann Wolfgang Goethe de Francfort-sur-le-Main depuis 2007.  

## Biographie
Werner est née en 1966. Elle fait ses études supérieures en mathématiques à l'université de Münster, dont elle est diplômée en 1991. Elle prépare un doctorat dans la même université, sous la direction conjointe de Christopher Deninger et Siegfried Bosch (en) et soutient, en 1995, sa thèse, intitulée Local heights on uniformized abelian varieties and on Mumford curves, porte sur les hauteurs locales sur les variétés abéliennes uniformisées et sur les courbes de Mumford,. Elle obtient son habilitation à Münster, en 2000.  
Elle est chercheuse postdoctorale à l'Institut Max-Planck de mathématiques à Bonn, en 1997-1998, puis assistante à l'université de Münster de 1998 à 2003. Elle est nommée professeure à l'université de Siegen en 2004, mais choisit de rejoindre, au cours de la même année l'université de Stuttgart. Elle enseigne à l'université de Francfort depuis 2007.

## Activités de recherche et institutionnelles
Ses intérêts de recherche incluent la géométrie diophantienne et la géométrie algébrique des champs ordonnés non archimédiens (en), y compris l'étude des immeubles, des espaces de Berkovich (en) et de la géométrie tropicale. Elle s'intéresse en particulier à des variétés algébriques sur des corps p-adiques, elle a travaillé également sur la théorie d'Arakelov, les variétés abéliennes, les fibrés vectoriels sur des courbes p-adiques. Elle a publié en 2002 une recherche sur la cryptographie sur les courbes elliptiques.
Elle a été rédactrice du journal Archiv der Mathematik.

## Prix et distinctions
Werner est conférencière Emmy Noether de la Société allemande de mathématiques à Munich en 2010,. En 2003/4 elle bénéficie d'une bourse du Programme Heisenberg (de) de la Fondation allemande pour la recherche.

## Publications
- Elliptische Kurven in der Kryptographie, Springer, 2002,  (ISBN 3540425187) 156 p..
- (de) Katrin Wendland et Annette Werner (dir.), Facettenreiche Mathematik : Einblicke in die moderne mathematische Forschung für alle, die mehr von Mathematik verstehen wollen, Wiesbaden, Vieweg+Teubner Verlag, 2011 (ISBN 978-3-8348-1414-2).
  - chapitre Ein Ausflug in die p-adische Welt. p. 433 et suiv.
- avec Christopher Deninger: Vector bundles on p-adic curves and parallel transport, In Ann. Scient. de l’École Norm. Sup., vol. 38, 2005, p. 553–597.
- avec Christopher Deninger: Vector bundles on p-adic curves and parallel transport II. In: I. Nakamura, L. Weng (dir.), Algebraic and Arithmetic Structures of Moduli Spaces. (Sapporo 2007) (Advanced Studies in Pure Mathematics 58). Math. Soc. of Japan, 2010,  (ISBN 978-4-931469-59-4), p. 1-26.
- Compactifications of Bruhat-Tits buildings associated to linear representations. In: Proc. London Math. Soc. 95, 2007, p. 497–518.
- avec Rémy, B. et Thuillier, A.: Bruhat-Tits Theory from Berkovich's Point of View. I – Realizations and Compactifications of Buildings In Ann. Sci. Ec. Norm. Sup. 43, 2010, p. 461-554.